# Альхаов, Схатбий Туркубиевич
Схатбий Туркубиевич Альхаов (род. 20 января 1975, Майкоп, Краснодарский край) — российский адыгейский самбист, чемпион России, Европы и мира, обладатель Кубков мира в личном (1997) и командном (2001) зачётах, Заслуженный мастер спорта России.

## Биография
В 1999 году окончил факультет физической культуры и спорта Адыгейского государственного университета. Тренеры — Андриан Выростков, Ю. Хот, Арамбий Хапай. Заместитель директора по спортивной работе «Центра спортивной подготовки по борьбе самбо» Республики Адыгея, председатель Федерации самбо Адыгеи. Награждён медалью «Слава Адыгеи». Участвовал в Эстафете олимпийского огня зимних Олимпийских игр 2014 года в Сочи. В «Галерее чемпионов» Адыгейского государственного университета есть бюст Схатбия Альхаова.

## Спортивные результаты
- Чемпионат России по самбо 1997 года — ;
- Чемпионат России по самбо 1998 года — ;
- Чемпионат России по самбо 1999 года — ;
- Чемпионат России по самбо 2000 года — ;
- Чемпионат России по самбо 2001 года — ;
- Чемпионат России по самбо 2003 года — ;
- Чемпионат России по самбо 2004 года — ;